# G215国道

G215国道（G215こくどう/国道215線、G215線）別名紅格公路（こうかくこうろ）は中華人民共和国の甘粛省瓜州県紅柳園から青海省ゴルムド市を結ぶ全長641kmの中国の国道である。甘粛省と青海省の二つの省を通る。1981年11月30日に国家幹線公路となった。

## 里程表
| 省     | 地級市、自治州                 | 県、県級市               | 距離(km) | 注 |
| ------ | ------------------------------ | ------------------------ | -------- | -- |
| 甘粛省 | 酒泉市                         | 瓜州県柳園鎮             | 0        |    |
| 甘粛省 | 酒泉市                         | 敦煌市                   | 128      |    |
| 甘粛省 | 酒泉市                         | アクサイ・カザフ族自治県 | 223      |    |
| 青海省 | 海西モンゴル族チベット族自治州 | ゴルムド市               | 641      |    |

## 主な接続路線

### 甘粛省
- G312国道 - 瓜州県紅柳園（中国語版）
- G313国道（英語版） - 敦煌市

### 青海省
- G315国道 - 大柴旦行政区錫鉄山鎮（中国語版）（魚卡～大柴旦間は重複）[1]
- G109国道（青蔵公路） - ゴルムド市

## 註釈・参考資料
1. 1 2 3  G215線紅格公路・青海交通
2. ↑  国家幹線公路査詢表